# Diosmétinidine
La diosmétinidine est un composé organique de la famille des 3-désoxyanthocyanidines, un type de flavonoïdes.